# Улица Ильи Чашника
Улица Ильи́ Ча́шника — улица на юге Москвы в Даниловском районе Южного административного округа от улицы Петра Кончаловского до улицы Ларионова.

## Происхождение названия
Улица получила название в августе 2018 года в честь советского художника и дизайнера Ильи Чашника (1902—1929), одного из учеников Казимира Малевича.. Одновременно 10 улиц в районе бывшей промышленной зоны завода имени Лихачева («ЗИЛ») были названы именами знаменитых художников, работников ЗИЛа, его основателей и директора..

## Описание
Улица начинается от улицы Петра Кончаловского, проходит на юго-восток до улицы Ларионова, переходит в улицу Суетина.